# The Hangover
The Hangover is een Amerikaanse komische film uit 2009, geregisseerd door Todd Phillips. Voor hoofdrolspelers Bradley Cooper en Justin Bartha was het na Failure to Launch en New York, I Love You hun derde film samen.
The Hangover won in 2010 een Golden Globe in de categorie 'beste komedie- of musicalfilm'.

## Verhaal
Doug Billings (Justin Bartha) staat aan de vooravond van zijn bruiloft met Tracy Garner (Sasha Barrese), maar zijn beste vriend Phil Wenneck (Bradley Cooper) laat dit niet toe vóór hij een vrijgezellenfeest heeft gehad. Daarom troont hij vriend Stu Price (Ed Helms), Doug en Dougs volkomen wereldvreemde aanstaande zwager Alan Garner (Zach Galifianakis) mee voor één laatste avond samen in Las Vegas. Aangekomen in hun luxueuze huurvilla drinken ze op het dak een gezamenlijke Jägermeister en daarna mogen alle remmen los.
Wanneer de mannen de volgende morgen her en der verspreid door de villa wakker worden, herinneren ze zich totaal niets meer van de voorbije avond en nacht. Hun suite is een grote kapotte puinhoop, er zit een tijger in de badkamer, een onbekende baby in de kast, Price mist een hoektand en bruidegom Billings is volkomen spoorloos. Het huwelijk staat niettemin gepland voor de volgende dag. Ze moeten daarom in een noodtempo gaan reconstrueren wat er in hemelsnaam allemaal gebeurd is en - vooral - waar Doug is gebleven. Stukje bij beetje puzzelen ze het verhaal in elkaar aan de hand van getuigen die hen volkomen buiten zinnen voorbij hebben zien komen die nacht.
Na een hele zoektocht komen de vrienden een Chinese gangster Leslie Chow (Ken Jeong) tegen. Chow beweert dat ze 80.000 dollar gestolen hebben van hem afgelopen nacht en hij wil het terug in ruil voor Doug die hij blijkbaar heeft gevangen. Het Wolfpack begint meteen te zoeken want de tijd dringt (morgen moet Doug trouwen). Ze vinden het geld niet, maar Alan kan alles terugverdienen door kaarten te tellen in een casino. De volgende ochtend geven ze het geld aan Chow en hij laat Doug vrij, maar het blijkt een Afrikaanse drugsdealer te zijn (degene van wie Alan drugs heeft gekocht). Phil geeft het op en belt naar zijn vrouw om te zeggen dat de trouw niet doorgaat, maar dan beseft Stu waar Doug is: op het dak van het hotel. Blijkbaar hebben ze afgelopen nacht Doug daar met zijn matras gelegd, maar ze waren het vergeten door de drugs.

## Rolverdeling
- Bradley Cooper als Phil Wenneck
- Ed Helms als Dr. Stuart "Stu" Price
- Zach Galifianakis als Alan Garner
- Justin Bartha als Doug Billings
- Heather Graham als Jade Price
- Sasha Barrese als Tracy Garner
- Jeffrey Tambor als Sid Garner
- Ken Jeong als Leslie Chow
- Rachael Harris als Melissa
- Mike Tyson als zichzelf
- Mike Epps als Zwarte Doug
- Rob Riggle als Agent Franklin
- Bryan Callen als Eddie Palermo
- Carrot Top als zichzelf (fotomontage)
- Wayne Newton als zichzelf (fotomontage)
- Todd Phillips als Mr. Creepy (cameo)

## Trivia
- De man die met een vrouw bezig is wanneer de vrienden in de lift van het hotel stappen, is regisseur Phillips zelf.
- De band die speelt in de laatste scène was eerder ook te zien in Philips' films Old School en Starsky & Hutch.